# Tove Slotte
Tove Catarina Slotte-Elevant, född 2 augusti 1957 i Åbo, är en finlandssvensk illustratör och grafisk designer. Slotte har studerat keramik i Konstindustriella högskolan och hon var anställd vid Arabias fabrik i Arabiastranden i Helsingfors 1985–1993. Därefter jobbade hon som frilansformgivare med mumindekorationer för Arabia och Fiskarskoncernen som huvudsaklig uppgift.
Slotte uppväxte i östra Helsingfors men bor numera i Karislojo där hon också har sin ateljé. Tove Slotte gick på pension i slutet av året 2022 men de sista muminmuggar som hon har designat ska lanseras år 2024.

## Karriär
Keramiker Tapio Yli-Viikari vid Arabia hade handlett Slottes slutarbete vid Konstindustriella högskolan och Slotte hade praktiserat på fabriken en sommar. Därför visste Yli-Viikari att Slotte tyckte om att rita och att Slotte dekorerade allt hon gjorde. Så fick Slotte en tjänst vid Arabia.

Idén om Arabias kärlkollektioner med muminmotiv föddes i slutet av 1980-talet.
Sommaren 1990 träffade Slotte Tove Jansson som var en stor idol för Slotte. Slotte och Arabias produktchef Christel Vaenerberg hade med sig färdiga muggar, väggtalrikar och barnservis som de visade åt Jansson. Löftet till Tove Jansson var att alltid utgå från hennes original, ibland från brodern Lars Janssons bilder. Slotte bygger upp scenerna på muggarna som collage.
Arabias fabrik i Helsingfors lades ner år 2016 och efter det har alla kärl i Muminserien tillverkats i Thailand. Som med all keramiktillverkning är slutskedet av processen svårt att styra.